# 桑吉卓玛
桑吉卓玛（藏語：བཟང་ཀྱི་སྒྲོལ་མ་，威利转写：bzang kyi sgrol ma；1963年6月—）女，西藏自治区那曲地区聂荣县尼玛乡人，班禅额尔德尼·确吉杰布的母亲。

## 生平
桑吉卓玛生于1963年6月，家乡在藏北的聂荣县尼玛乡。她是嘉黎县新华书店职员。索朗扎巴和桑吉卓玛两人都出生在普通牧民家。1986年，二人在那曲地区组织的文化补习班上结识并有了感情，一年以后在嘉黎县结婚。
1990年2月13日，桑吉卓玛生下第二个儿子。桑吉卓玛的父亲是个藏传佛教喇嘛，认为这孩子有佛像，便取名“坚赞诺布”，藏语意为“神的胜利幢”。1994年9月间，扎什伦布寺高僧嘎钦·边巴以普通人身份来桑吉卓玛家做客时，发现他在观湖时看到的藏文字母“扎”，正是索朗扎巴名字里的一个字母。此后经过考察，坚赞诺布被扎什伦布寺的第十世班禅额尔德尼转世灵童寻访人员选为转世灵童候选人之一。1995年，坚赞诺布经过金瓶掣签被选为十世班禅转世灵童，随后坐床成为十一世班禅。
2006年11月3日，桑吉卓玛及其亲属一行参观了福建省厦门市南普陀寺。2014年12月7日，桑吉卓玛一行数人在三亚市佛教协会代表、三亚南山寺智法法师等人陪同下，参观了海南省三亚市南山海上观音道场。